# Risheden och Valla
Risheden och Valla var 1990 en av SCB avgränsad och namnsatt småort i Malung-Sälens kommun i Dalarnas län. den omfattade bebyggelse i de två byarna i Lima socken. Efter 1990 har befolkningen understigit 50 invånare och statusen som småort upphört och det existerar sedan dess ingen bebyggelseenhet med detta namn.